# Apeadero Melideo
Melideo es un apeadero ferroviario ubicado en el paraje Watt, Departamento General Roca, Provincia de Córdoba, Argentina. Se encuentra a 6 km del límite con la Provincia de La Pampa.

## Servicios
Pertenece al Ferrocarril Domingo Faustino Sarmiento de la red ferroviaria argentina, en el ramal que une las estaciones de Huinca Renancó con la de Darregueira en la Provincia de Buenos Aires.

## Historia
En el año 1901 fue inaugurada la estación, por parte del Ferrocarril Buenos Aires al Pacífico.

## Servicios
No presta servicios de pasajeros. Sus vías están concesionadas a la empresa de cargas Ferroexpreso Pampeano